# Two Suns
Albums de Bat for Lashes
Fur and Gold
(2006) The Haunted Man
(2012)
Singles
1. Daniel
Sortie : 1er mars 2009
2. Pearl's Dream
Sortie : 22 juin 2009
3. Sleep Alone
Sortie : 9 septembre 2009

Two Suns est le second album studio de l'auteure-compositrice-interprète anglaise Bat for Lashes. Il est sorti le 6 avril 2009 au Royaume-Uni, où il est devenu disque d'or. 

## Liste des pistes
1. Glass (4:32)
2. Sleep Alone (4:02)
3. Moon and Moon (3:08)
4. Daniel (4:11)
5. Peace of Mind (3:28)
6. Siren Song (4:58)
7. Pearl's Dream (4:45)
8. Good Love (4:29)
9. Two Planets (4:47)
10. Travelling Woman (3:46)
11. The Big Sleep (featuring Scott Walker) (2:55)
12. Wilderness (Bonus iTunes, Deluxe Edition) (3:59)
13. Sleep Alone (909s in DarkTimes Mix) (Bonus Deluxe Edition) (4.32)
14. Daniel (Lo Fi) (Bonus Deluxe Edition) (4.01)
15. A Forest (Bonus Deluxe Edition) (3.16)
16. Good Love (Live At Shepherd's Bush Empire) (Dix Alternative Mix) (Bonus Deluxe Edition) (5.20)
17. Daniel (Recorded live on Radiohead tour Nimes June 14th 2008) (Bonus Deluxe Edition) (4.22)
18. Lonely (Live At Koko) (Bonus Deluxe Edition) (3.56)

## Classements des ventes

### Certification
| Pays        | Source | Certification |
| ----------- | ------ | ------------- |
| Royaume-Uni | BPI    | Or            |